# Joseph Anton Gabaleon Wackerbarth-Salmour
Joseph Anton Gabaleon Wackerbarth-Salmour (ur. w 1685 Turynie, zm. 2 czerwca 1761 w Nymphenburgu, niedaleko Monachium) – saski minister-reformator w duchu oświecenia i dyplomata.

## Życiorys
W roku 1704 przeszedł na służbę Księcia Sabaudii. W roku 1707 jego matka wyszła ponownie za mąż. Ojczym Josepha Antona, hrabia August Christoph von Wackerbarth był saskim posłem w Wiedniu i poparł start swego nowego syna w armii saskiej.
Bitwa pod Malplaquet (1709), w której został ranny (był kapitanem w wojsku ks. Eugeniusza) zakończyła jego karierę wojskową, przeszedł więc na służbę dworską.
Między 1713 a 1719 rokiem podróżował w nieoficjalnych misjach dyplomatycznych do Londynu, Monachium i Wiednia. W 1723 został oficjalnym posłem Saksonii w Monachium (do 1726). W 1727 przybył we własnych sprawach do Wiednia, gdzie został następnie posłem i był nim, aż jego przełożony - minister Jacob Heinrich von Flemming nagle zmarł w maju 1728 roku.
Od lipca 1730 do lata 1731 był posłem w Rzymie.
Jako wysłannik do Polski (1733/1734) czuwał nad elekcją Augusta III. W następnych latach był ministrem saskim. Po wojnie siedmioletniej (1756-1763) odbudowywał i reformował Saksonię po zniszczeniach wojennych.
W 1733 roku odznaczony Orderem Orła Białego, kawaler sabaudzkiego Orderu Świętych Maurycego i Łazarza oraz neapolitańskiego Orderu św. Januarego.

## Literatura
- L F. Bülau, Geheime Geschichten und Räthselhafte Menschen, Bd. 3, Leipzig 1851, S. 316-326;
- M. Paul, Graf W.-Salmour, Oberhofmeister des sächsischen Kurprinzen Friedrich Christian, Diss. Leipzig 1912;
- W. v. Boetticher, Geschichte des Oberlausitzischen Adels und seiner Güter 1635-1815, Bd. 2, Görlitz 1913, S. 684-686; H. Schlechte (Bearb.), Das geheime politische Tagebuch des Kurprinzen Friedrich Christian 1751-1757, Weimar 1992; W. Schmidt/D. Syndram (Hg.), Unter einer Krone, Leipzig 1997, S. 216 (P);
- J. Luh, Vom Pagen zum Premierminister, in: M. Kaiser/A. Pečar, Der zweite Mann im Staat, Berlin 2003, S. 121-135; *R. Pons, Die Dame ist romanesque und coquet ..., in: Mitteilungen des Instituts für Österreichische Geschichtsforschung 114/2006, S. 65-95.